# Martina Útlá
Martina Útlá est une ancienne joueuse volley-ball tchèque, née le 17 juillet 1985 à Nový Jičín. Elle mesure 1,92 m et jouait au poste de réceptionneuse-attaquante. Elle a totalisé 14 sélections en équipe de République tchèque.

## Clubs
| Club                  | De        | À         |
| --------------------- | --------- | --------- |
| TJ Mittal Ostrava     | 2003-2004 | 2007-2008 |
| VK Královo Pole       | 2008-2009 | 2008-2009 |
| Kifissias Athènes     | 2009-2010 | 2009-2010 |
| VK Královo Pole       | 2010-2011 | 2010-2011 |
| VfB Suhl              | 2011-2012 | 2011-2012 |
| Dresdner SC           | 2012-2013 | 2012-2013 |
| VolleyStars Thüringen | 2013-2014 | 2013-2014 |
| CS Volei Alba-Blaj    | 2014-2015 | 2014-2015 |

## Palmarès
- Championnat de République tchèque
  - Finaliste : 2009.
- Championnat d'Allemagne
  - Finaliste : 2013.
- Coupe d'Allemagne
  - Finaliste : 2014.
- Championnat de Roumanie
  - Vainqueur : 2015.